# 西畑村
西畑村（にしはたむら）は千葉県夷隅郡にあった村。
1954年10月5日に老川村、総元村、上瀑村、旧・大多喜町と合併し大多喜町が誕生したため消滅した。

## 地理
- 現・大多喜町の中央部に位置する。
- 地域内を西畑川が流れ、村名もこれにちなむ。

## 歴史

### 沿革
- 1889年（明治22年）4月1日 – 町村制施行に伴い、中野村、市川村、堀切村、板屋村、伊保田村、松尾村、弓木村、田代村、三条村、庄司村、紙敷村、小苗村、湯倉村、弥喜用村、馬場内村、百鉾村、宇筒原村、平沢村、笛倉村、押沼村、小内村、川畑村が合併し、夷隅郡西畑村が誕生する。[1]
- 1899年（明治32年） – 西畑高等小学校が創設される。
- 1954年（昭和29年）10月5日 – 西畑村は、旧・大多喜町、老川村、総元村、上瀑村とともに合併し、大多喜町が発足。西畑村は消滅。

変遷表
| 1868年 以前 | 1868年 以前 | 明治9年  | 明治22年 4月1日 | 昭和29年 10月5日 | 現在     |
| ----------- | ----------- | -------- | --------------- | ---------------- | -------- |
|             | 伊保田村    | 伊保田村 | 西畑村          | 大多喜町         | 大多喜町 |
|             | 板屋村      |          | 西畑村          | 大多喜町         | 大多喜町 |
|             | 市川村      |          | 西畑村          | 大多喜町         | 大多喜町 |
|             | 中野村      |          | 西畑村          | 大多喜町         | 大多喜町 |
|             | 堀切村      |          | 西畑村          | 大多喜町         | 大多喜町 |
|             | 三条村      |          | 西畑村          | 大多喜町         | 大多喜町 |
|             | 田代村      |          | 西畑村          | 大多喜町         | 大多喜町 |
|             | 弓木村      |          | 西畑村          | 大多喜町         | 大多喜町 |
|             | 平沢村      |          | 西畑村          | 大多喜町         | 大多喜町 |
|             | 宇筒原村    |          | 西畑村          | 大多喜町         | 大多喜町 |
|             | 押沼村      |          | 西畑村          | 大多喜町         | 大多喜町 |
|             | 笛倉村      |          | 西畑村          | 大多喜町         | 大多喜町 |
|             | 川安戸村    | 川畑村   | 西畑村          | 大多喜町         | 大多喜町 |
|             | 南畑村      | 川畑村   | 西畑村          | 大多喜町         | 大多喜町 |
|             | 馬場村      |          | 西畑村          | 大多喜町         | 大多喜町 |
|             | 原内村      |          | 西畑村          | 大多喜町         | 大多喜町 |
|             | 小内村      |          | 西畑村          | 大多喜町         | 大多喜町 |
|             | 小苗村      |          | 西畑村          | 大多喜町         | 大多喜町 |
|             | 湯倉村      |          | 西畑村          | 大多喜町         | 大多喜町 |
|             | 紙敷村      |          | 西畑村          | 大多喜町         | 大多喜町 |
|             | 松尾村      |          | 西畑村          | 大多喜町         | 大多喜町 |
|             | 庄司村      |          | 西畑村          | 大多喜町         | 大多喜町 |
|             | 弥喜用村    |          | 西畑村          | 大多喜町         | 大多喜町 |
|             | 百鉾村      |          | 西畑村          | 大多喜町         | 大多喜町 |

## 人口・世帯

### 人口
総数 [単位： 人]
| 1891年（明治24年） | 3,909 |
| 1917年（大正 6年） | 4,833 |
| 1954年（昭和29年） | 5,286 |

### 世帯
総数 [単位： 世帯]
| 1954年（昭和29年） | 954 |

## 行政
在職者名、議会議員数は1954年10月5日当時のもの。
- 村長 : （代理助役）
- 助役 : 関英夫
- 収入役 : 野口正之
- 議会議員数 : 22名

### 村長
- 斎藤万寿雄

## 交通

### 鉄道
- 日本国有鉄道（ → 東日本旅客鉄道 → いすみ鉄道）
  - ■木原線（ → いすみ線）
    - 西畑駅 - 上総中野駅
- 小湊鉄道
  - ■小湊鉄道線
    - 上総中野駅